# هوبشاید
هوبشاید (به لوکزامبورگی: Habscht) یک شهرداری در استان کاپلن کشور لوکزامبورگ است که ۱۷٫۶۵ کیلومترمربع مساحت دارد و جمعیت آن در سال ۲۰۰۹ میلادی ۳۲۰۰ نفر بوده‌است.